# Reisafjord
Der Reisafjord (norwegisch Reisafjorden, nordsamisch Ráisavuotna, kvenisch Raisinvuono) ist ein Fjord in der nordnorwegischen Provinz Troms. Der Fjord ist Teil des Europäischen Nordmeers und erstreckt sich über die Kommunen Nordreisa, Skjervøy und Kvænangen.

## Lage und Geografie
Der Reisafjord ist ein südlicher Arm des Kvænangen-Fjords, der sich von Norden in das Land einschneidet. Der Reisafjord hat drei Seitenarme, den kurzen und breiten Oksfjord im Osten, den langen und schmalen Straumfjord im Südosten und den kurzen und breiten Bakkebyfjord im Westen. Der Großteil des Fjords gehört zur Kommune Nordreisa.
Am inneren Ende des Fjords befindet sich die Ortschaft Sørkjosen. Etwas östlich der Ortschaft mündet die Reisaelva in den Fjord. Der Fjordbereich im Mündungsgebiet steht seit 1995 unter dem Namen Reisautløpet naturreservat unter Naturschutz. Das Naturschutzgebiet hat eine Fläche von rund 6 km². Der Fjordabschnitt hat seit 2010 zudem den Status als Ramsar-Gebiet. Es wird also als Feuchtgebiet von internationaler Bedeutung gewertet.

## Name
Der Name ging vom Fluss Reisaelva auf den Fjord über. Der Flussname leitet sich wahrscheinlich vom altnordischen Verb rísa (deutsch „steigen“) ab, weil der Fluss zur Quelle hin stark oder steil ansteigt.